# Чжу Юаньчжан
Чжу́ Юаньчжа́н (кит.: 朱元璋; піньїнь: Zhū Yuánzhāng), храмове ім'я Тайцзу (кит.: 太祖; піньїнь: Taizu; 21 жовтня 1328 — 24 червня 1398) — китайський державний і політичний діяч. Засновник і перший імператор китайської династії Мін. Походив із родини бідних селян. Брав участь у антимонгольському повстанні червоних пов'язок у 1351–1366 роках. Вислужився від солдата до полководця повсталих. Підкорив басейн річки Янцзи, а згодом — усю Центральну китайську рівнину. 1368 року проголосив створення династії Мін. Вигнав із Китаю монгольські війська у північні степи та встановив односібне правління. Заклав основи Мінської імперії, що панувала в Китаї до 1644 року. Посмертне ім'я — Імператор Ґао. Девіз правління — Хун'у. Інше ім'я, що походить від девізу правління, — Імпера́тор Хун'у́ (кит.: 洪武帝; піньїнь: Hóngwǔ-dì).

## Перші реформи
Після сходження на престол одразу зайнявся відновленням економіки країни. Він закріпив усі землі, захоплені селянами й великими землевласниками під час війни, за тими, хто їх обробляв. Орної землі не вистачало, тому землероби, які підіймали цілину, на три роки звільнялись від податків, що дозволило вже на третій рік правління Чжу Юаньчжана заселити цілинні землі навколо міст у північних областях. Надалі уряд також заохочував біженців та мешканців густонаселених областей до переселення на цілинні землі, надаючи їм усілякі пільги.
Імператор ініціював будівництво 48-кілометрової оборонної стіни навколо Нанкіна, а також нових палаців й урядових будівель. Відповідно до «Історії Мін», починаючи від 1367 року складався новий конфуціанський кодекс, відомий як «Да Мін люй», що набув остаточної форми 1397 року. Частково, втім, він повторював старий Танський кодекс 653 року.

## Сім'я
- Дружина Юхуань
- Діти: 26 синів і 19 дочок